# ماثيو رايس
ماثيو رايس (بالإنجليزية: Matthew Rice)‏ هو لاعب كرة قدم أمريكية أمريكي، ولد في 12 فبراير 1982.